# 中原みぎわ
中原 みぎわ（なかはら みぎわ、8月27日 - ）は、日本の漫画家。兵庫県明石市出身。血液型はB型。

## 略歴
1997年、「行かなくちゃ!」で第40回小学館新人コミック大賞少女・女性部門佳作を受賞し、同年、『Cheese!』10月号に掲載されデビュー。以後、『Cheese!』や『Cheese!増刊』に、思春期の少女の恋をテーマにした作品を中心に掲載。2003年以降は作品を発表していない。

## 作品リスト
- キスの途中 （2001年、少女コミックCheese!増刊） - 単行本全1巻
- 恋なんてできっこない （2001年、少女コミックCheese!） - 単行本全1巻
- キミの純情ボクの本能 （2001年、少女コミックCheese!増刊） - 単行本全1巻
- 檸檬の秘めごと （2001年、少女コミックCheese!） - 単行本全1巻
- 赤いイチゴに唇を （2002年、少女コミックCheese!） - 単行本全1巻
- 未・熟・果・実 （2002年 - 2003年、少女コミックCheese!） - 単行本全1巻